# Alchemilla bicarpellata
Alchemilla bicarpellata är en rosväxtart som beskrevs av Werner Hugo Paul Rothmaler. Alchemilla bicarpellata ingår i släktet daggkåpor, och familjen rosväxter. Inga underarter finns listade i Catalogue of Life.